# Stade Lumumba (Kisangani)
Le stade Lumumba est un stade situé à Kisangani, en république démocratique du Congo. Il a une capacité de 10 000 spectateurs pour les matchs de football. Il sert de domicile à l'AS Nika, au TS Malekesa et à le CS Makiso, CS. Nouvelle Espérance, FC. Dynamique du Linafoot.

## Histoire

### Rénovations et Modernisation
En septembre 2024, des travaux de modernisation ont été annoncés pour le Stade Lumumba. Ces travaux, confiés à l'entreprise Impact Business Company, incluent la démolition de l'ancienne clôture et l'extension de la capacité d'accueil, passant de 10 000 à 19 000 places. La durée prévue pour ces rénovations est de 12 mois.
Le 24 octobre 2024, le Président de la République, Félix Tshisekedi, a effectué une visite d'inspection des travaux en cours au Stade Lumumba. Lors de cette visite, il a exprimé son souhait de voir le stade modernisé afin d'accueillir des matchs de phases finales de la Coupe d'Afrique.
En novembre 2024, en raison de l'impraticabilité du terrain de l'Athénée de Kisangani due aux pluies diluviennes, le championnat de première et deuxième divisions de l'Entente urbaine de football de Kisangani (Eufkis) a été temporairement délocalisé au Stade Lumumba pour une durée de deux semaines.